# Çiçavica
Çiçavica (albanska: Çiçavicë, serbiska: Čičevica, Čičavica Planina) är en bergskedja i Kosovo. Den ligger i den norra delen av landet, 21 km väster om huvudstaden Pristina.
Çiçavica sträcker sig 23,8 km i sydostlig-nordvästlig riktning. Den högsta toppen är Kodra e Stanices, 1 086 meter över havet.
Topografiskt ingår följande toppar i Čičavica:
- Kodra e Dashecit
- Kodra e Stanices
- Kodra e Shpijes